# Jet Propulsion Laboratory

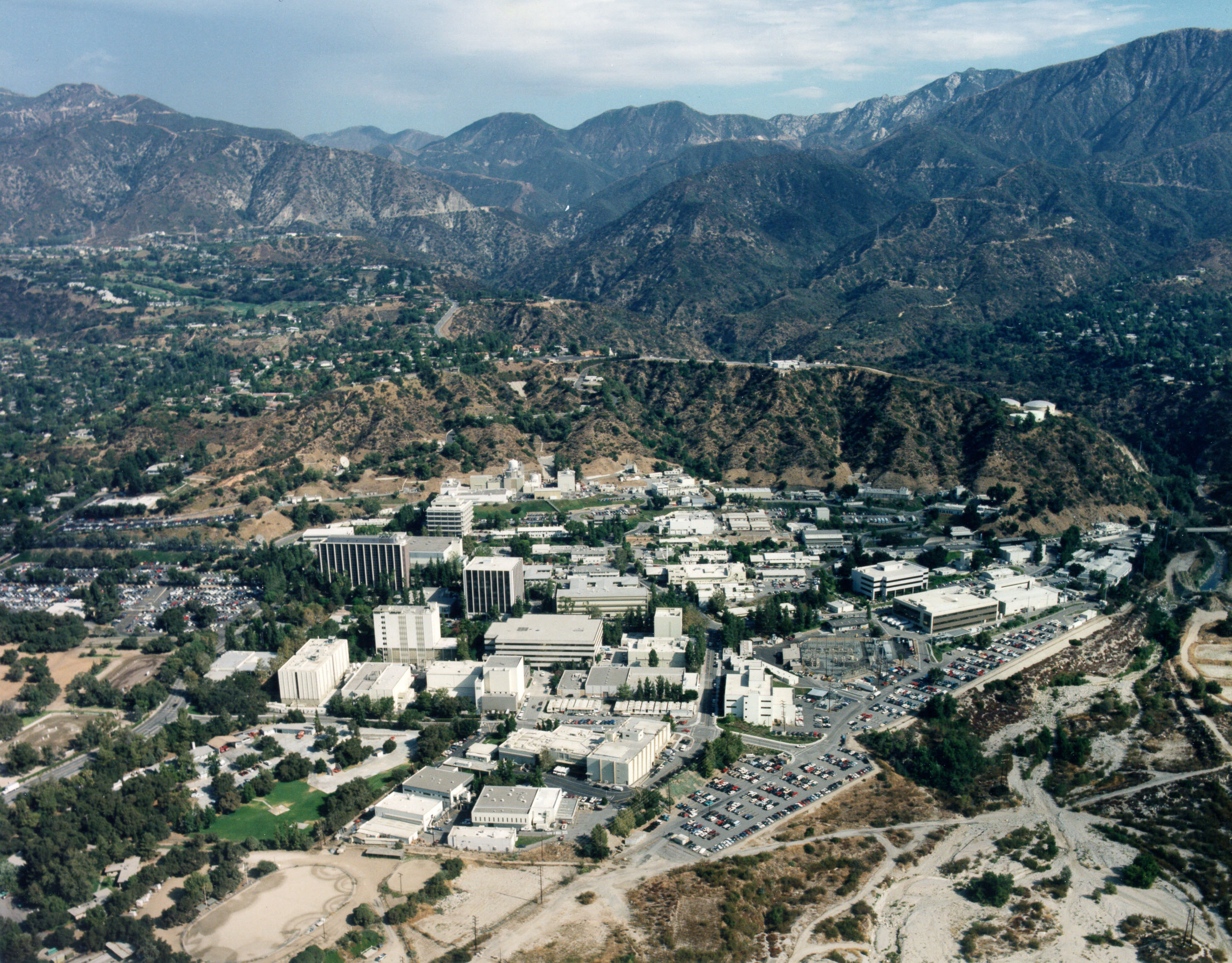
Ośrodek JPL w Pasadenie

Jet Propulsion Laboratory (Laboratorium Napędu Odrzutowego), JPL – jedno z centrów badawczych NASA, znajduje się w Pasadenie w stanie Kalifornia, około 50 km na północ od Los Angeles. Instytucja ta odpowiada za prowadzenie lotów bezzałogowych dla NASA i jest centrum dowodzenia dla prób przeprowadzanych przez NASA w przestrzeni kosmicznej poza strefą przyciągania Ziemi.
Wśród projektów prowadzonych w JPL znalazły się misja Gallileo Jupiter, misje łazików marsjańskich Mars Pathfinder (1997), dwóch bliźniaczych łazików (Spirit i Opportunity) w ramach Mars Exploration Rovers (2003) oraz misja łazika Perseverance w ramach Mars 2020 (2020). Łączność z próbnikami pozaziemskimi JPL utrzymuje za pośrednictwem sieci radioteleskopów kosmicznych Deep Space Network, znajdujących się w Barstow (Kalifornia), Madrycie (Hiszpania) i Canberze (Australia). Laboratorium w Pasadenie przeprowadziło misje badawcze do wszystkich planet Układu Słonecznego.

## Historia

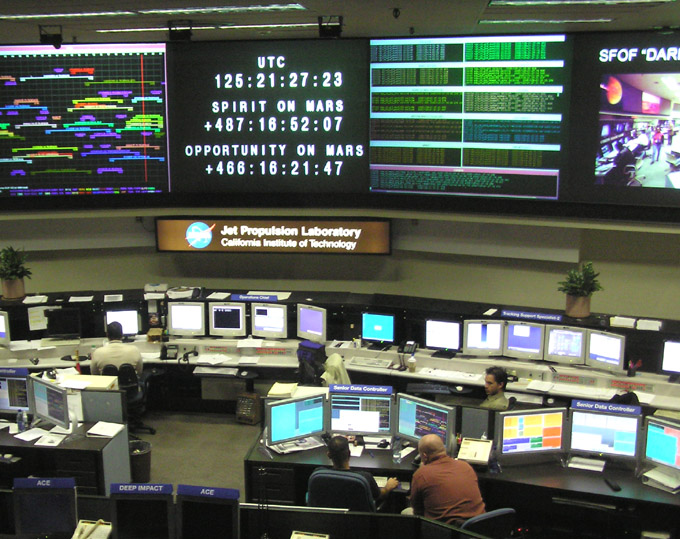
Pomieszczenie nadzoru misji kosmicznych w JPL

Historia laboratorium JPL sięga 1936, kiedy to w październiku kilku studentów przeprowadziło w pobliżu centrum Pasadeny testy napędu małego silnika rakietowego, pod kierownictwem profesora Guggenheim Graduate School of Aeronautics (GALCIT) w Kalifornijskim Instytucie Technicznym, Theodore'a von Kármána. Od tamtej pory rozpoczęto regularne badania nad napędami i paliwami do silników rakietowych.
Nazwa „Jet Propulsion Laboratory” pojawiła się po raz pierwszy w listopadzie 1943 r. W grudniu 1958 JPL zostało włączone do Narodowej Agencji Aeronautyki i Przestrzeni Kosmicznej. Był to początek drogi JPL do tego, by stać się głównym laboratorium na świecie, pracującym nad eksploracją kosmosu.
Najważniejsze wydarzenia:
- styczeń 1958: na orbitę za pomocą rakiety Juno I dostał się satelita Explorer 1, pierwszy satelita wysłany przez Stany Zjednoczone;
- sierpień 1961: w kosmos poleciała sonda Ranger 1, stawiając podwaliny dla pozostałych misji z serii Ranger, które umożliwiły późniejsze załogowe loty w ramach programu Apollo;
- luty 1962: John Glenn jako pierwszy Amerykanin trzykrotnie okrążył Ziemię w statku kosmicznym;
- lipiec 1965: statek Mariner 4 sfotografował powierzchnię planety Mars;
- czerwiec 1966: pierwszy statek z serii Surveyor wylądował w pobliżu księżycowego równika (na obszarze nazywanym Oceanem Burz);
- lipiec 1969: pierwszy amerykański astronauta wylądował na Księżycu;
- lipiec 1976: sonda Viking 1 okrążyła Marsa, a następnie wylądowała na jego powierzchni;
- 1978: powstał "system obsługi bazy danych" dBase.
- styczeń 1986: doszło do eksplozji wahadłowca Challenger, co spowodowało poważne opóźnienia w realizacji misji Galileo, Magellan oraz Ulysses;
- lipiec 1997: lądownik Pathfinder z pojazdem Sojourner wylądował na Marsie;
- styczeń 2004: łaziki Spirit i Opportunity wylądowały na powierzchni Marsa; ich głównym zadaniem było znalezienie śladów obecności wody na tej planecie;
- lipiec 2005: próbnik sondy Deep Impact uderzył – zgodnie z zamierzeniem – w jądro komety Tempel 1;
- sierpień 2012: łazik Curiosity – najcięższy jak do tej pory obiekt wystrzelony w kierunku Marsa – wylądował na powierzchni planety;
- luty 2021: łazik Perseverance (wraz z mini helikopterem Ingenuity) wysłany w ramach misji Mars 2020 wylądował na powierzchni Marsa.